# Corvida
Corvida era considerato in precedenza uno dei due parvordini all'interno del sottordine Oscines (Passeri), secondo la vecchia tassonomia degli uccelli di Sibley-Ahlquist (1990). Nell'attuale classificazione tassonomica standard sono da considerare come un infraordine. Recenti ricerche sostengono, tuttavia, che Corvida non sia un clade distinto, quanto piuttosto un grado evolutivo. Corvida è ora quindi stato sostituito da un certo numero di superfamiglie,  considerate abbastanza basali tra i passeriformi.
Si presumeva che la nidificazione cooperativa – tra le altre, diffusa tra Maluridae, Meliphagidae, Artamidi e Corvidae – fosse un'apomorfia comune di questo gruppo, ma una sua aggiornata filogenesi dimostra che era piuttosto il risultato dell'evoluzione parallela.
Le famiglie che in precedenza costituivano Corvida secondo Sibley e Ahlquist sono state trasferite nei gruppi Oscines, Meliphagoidea e Corvoidea, ma la relazione tra questi gruppi è ancora da chiarire.